# Hyalinobatrachium fleischmanni
Hyalinobatrachium fleischmanni (tên tiếng Anh là Fleischmann's Glass Frog) là một loài ếch trong họ Centrolenidae.
Loài này có ở Belize, Colombia, Costa Rica, El Salvador, Guatemala, Guyana, Honduras, México, Nicaragua, Panama, và Suriname.
Các môi trường sống tự nhiên của chúng là các khu rừng ẩm ướt đất thấp nhiệt đới hoặc cận nhiệt đới, các khu rừng vùng núi ẩm nhiệt đới hoặc cận nhiệt đới, sông, và các khu rừng trước đây bị suy thoái nặng nề. Loài này đang bị đe dọa do mất môi trường sống.

## Hình ảnh

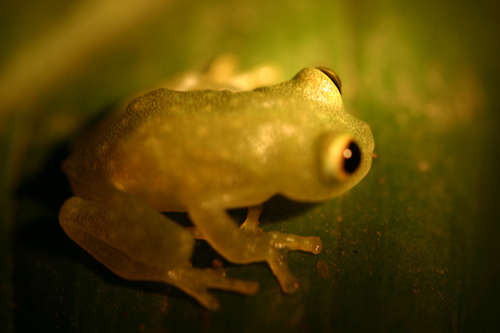
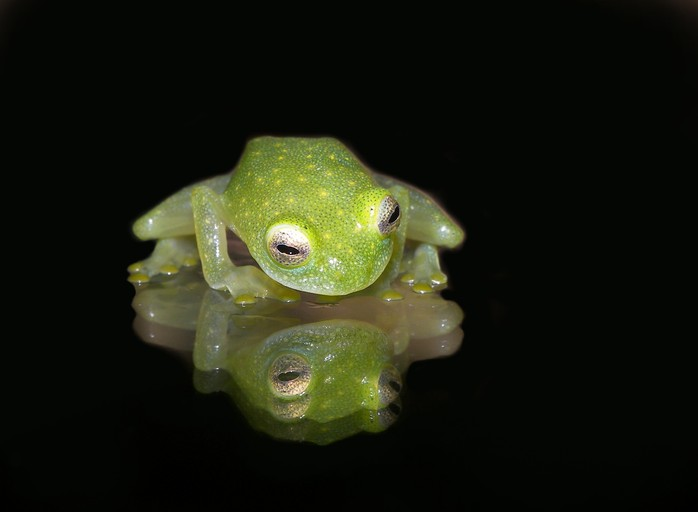
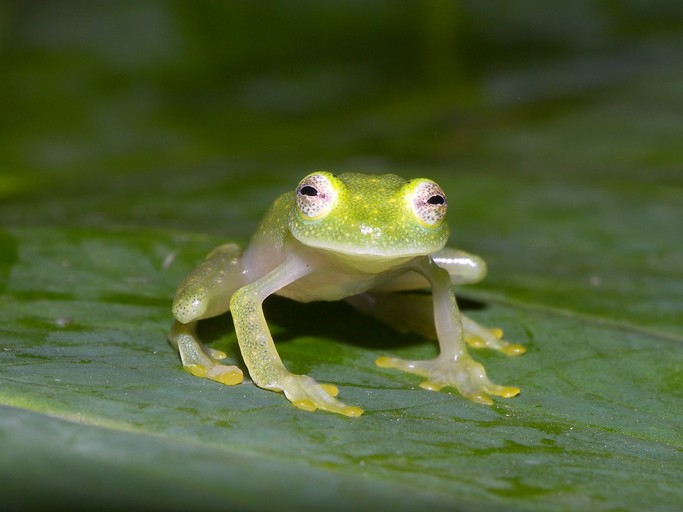